# Bartomeu Rosselló-Pòrcel
Bartomeu Rosselló-Pòrcel (Palma de Mallorca, 3 de agosto de 1913 - Brull, Barcelona, 5 de janeiro de 1938) foi um poeta catalão que escreveu somente em língua catalã. Viveu pouco e publicou apenas três livros, o terceiro deles, póstumo. Porém, participou da Guerra Civil Espanhola, ao lado do Exército Republicano, tendo sua poesia grande impacto sobre os autores da geração da guerra civil, que "o escolheram como ícone de uma guerra e símbolo de uma geração perdida". Teve poemas traduzidos ao português por João Cabral de Melo Neto. Contraiu tuberculose na guerra, sendo afastado dos combates por esta razão, e viria a morrer desta doença em 1938.

## Obra
- Nou poemes (1933)
- Quadern de sonets (1934)
- Imitació del foc (1938)